# 色雄乡
色雄乡（藏語：གསེར་གཞོང་），是中华人民共和国西藏自治区那曲市色尼区下辖的一个乡镇级行政单位。

## 行政区划
色雄乡下辖以下地区：
达仙村、巴热村、俄色村、白让村、东庆村、东琼村和德姆村。